# Mirko Vidaković
Mirko pl. Vidaković (Lemeš, 29. listopada 1924. - Zagreb, 15. kolovoza 2002.) je bio hrvatski botaničar i dendrolog, stručnjak za genetiku šumskog drveća. Po struci je bio šumarski inženjer. Rodom je bio bački bunjevački Hrvat.
Bio je član HAZU i predavač na Šumarskom fakultetu u Zagrebu, kao i višegodišnjim predstojnika Arboretuma u Trstenom.
Radio je kao stručnjak za UNDP i FAO u Pakistanu, Vijetnamu i Mađarskoj.
Osnovao je zajedno sa šumarima uprave Našice prvu klonsku sjemensku plantažu hrasta lužnjaka u Hrvatskoj 1996. godine.

## Djela
Djela su mu objavljena u raznim zbornicima s međunarodnih skupova, savjetovanja i simpozija iz područja mehanizacije poljoprivrede, ekološkom valoriziranju primorskog krša, prilagodbi šume klimatskim promjenama i sl. Objavljivao je radove u Annales forestales.
- Golosjemenjače , (suautor) 2004.
- Obična bukva (Fagus sylvatica L.) u Hrvatskoj = Common beech (Fagus sylvatica L.) in Croatia , (suautor), 2003.
- Obična jela (Abies alba Mill.) u Hrvatskoj = Silver fair (Abies alba Mill.) in Croatia, (suautor), 2001.
- Estimation of genetic gain in a progeny trial of pedunculate oak (Quercus robur L.), (suautor) 2000.
- Hrast lužnjak (Quercus robur L.) u Hrvatskoj = Pedunculate oak (Quercus robur L.) in Croatia, (suautor), 1996.
- Experimental plots of some hard pine hybrid families in Croatia, (suautor) 1995.
- Izravna sjetva da ili ne?, (suautor), 1994.
- Tehnika za obradu tla, sjetvu i borbu protiv korova , (suautor), 1994.
- Zrinjevac : spomenica : priroda, vrtovi, perivoji i uresno raslinstvo u Zagrebu, (suautor), 1995.
- Novosti u tehnici obrade tla, (suautor), 1993.
- Hrvatski umjetnici za Trsteno = Kroatische Kuenstler fuer das Arboretum Trsteno = Croatian artist for the Arboretum of Trsteno, (suautor) 1993.
- Arboretum Brijuni, (suautor), 1993.
- Radovi na podizanju klonske sjemenske plantaže hrasta lužnjaka na području Š. G. "Krndija" i Š. G. "Papuk", (suautor), 1992.
- Čuvanje genskih resursa šumskog i hortikulturnog drveća i grmlja u Hrvatskoj , 1992.
- Doprinos OLT-a integralnoj tehnici biljne proizvodnje , 1992.
- Svjedočanstva: razaranje Dubrovnika, (suautor s još nekoliko akademika HAZU), 1992.
- Kako agregatirati traktor za oranje? , 1991.
- Growth of some interspecific hybrid pine seedlings and their cuttings , (suautor), 1991.
- Prilog sanaciji erozije na području izvorišta rijeke Une, (suautor), 1991.
- Sjetva jednosjemenim pneumatskim sijačicama , (suautor), 1990.
- Uspijevanje nekih vrsta i hibrida dvoigličavih borova na području Arboretuma Trsteno , (suautor), 1990.
- Arboretum Lisičine, (suautor), 1986.
- Genetika i oplemenjivanje šumskog drveća , (suautor) 1985.
- Zakorjenjivanje reznica ranog i kasnog hrasta lužnjaka = The rooting of cuttings of the early and late flushing Slavonian oak , (suautor), 1983.
- Četinjače : morfologija i varijabilnost, 1982., 1991. (na eng.) i 1993.
- Genetics of Pinus peuce Gris = Genetik der Pinus peuce Gris = Genetika Pinus peuce Gris , (suautor), 1978.
- Genetics of European black pine (Pinus nigra Arn.) , 1974.
- Oplemenjivanje ekonomski važnijih vrsta šumskog drveća jugoistočne Slavonije , 1974.
- Prilog proučavanju morfološke varijabilnosti spontanih križanaca između alepskog i brucijskog bora, (suautor), 1974.

## Vanjske poveznice i izvori
- Šumarski list Karton osobe
- Spomen ploča
- Stranica na HAZU  Arhivirana inačica izvorne stranice od 20. studenoga 2007. (Wayback Machine)
- Klonska plantaža hrasta lužnjaka
- Mirko Vidaković Hrvatska tehnička enciklopedija, portal hrvatske tehničke baštine. LZMK